# 萨拉纳克
萨拉纳克（英語：Saranac）是位于美国纽约州克林顿县的一个镇，地处克林顿县西部、普拉茨堡以西。2010年美国人口普查时，该镇有4007人。萨拉纳克镇建于1824年，其名称源于流经该地的萨拉纳克河。